# Bilca
Bilca is een Roemeense gemeente in het district Suceava.
Bilca telt 3630 inwoners.